# مايكروسوفت أوفيس 2013
مايكروسوفت أوفيس 2013 (بالإنجليزية: Microsoft Office 2013)‏ هو الإصدارة 15 من حزمة برمجيات مايكروسوفت أوفيس؛ وتتطلب هذه الحزمة ويندوز 7 أو أحدث للعمل.

## وصلات خارجية
- الموقع الرسمي